# Дамянов, Федя
Федя (Феди) Стефанов Дамянов (болг. Федя (Феди) Стефанов Дамянов; 14 августа 1950, Видин) — болгарский гребец-каноист, выступал за сборную Болгарии в начале 1970-х годов. Бронзовый призёр летних Олимпийских игр в Мюнхене (первый медалист по гребле на байдарках и каноэ в истории Болгарии), дважды бронзовый призёр чемпионатов мира, победитель многих регат национального и международного значения. Заслуженный мастер спорта Болгарии (1971).

## Биография
Федя Дамянов родился 14 августа 1950 года в городе Видине. Активно заниматься греблей начал с раннего детства, проходил подготовку в Софии, состоял в столичных спортивных клубах «Академик», ЦСКА и «Левски-Спартак». Первым тренером был Георгий Марков.
Первого серьёзного успеха на взрослом международном уровне добился в 1971 году, когда попал в основной состав болгарской национальной сборной и побывал на чемпионате мира в югославском Белграде, откуда привёз две награды бронзового достоинства, выигранные в зачёте двухместных каноэ вместе с напарником Виктором Бойчевым на дистанциях 500 и 1000 метров. По итогам года разделил 8—9-е места в списке лучших спортсменов Болгарии.
Благодаря череде удачных выступлений удостоился права защищать честь страны на летних Олимпийских играх 1972 года в Мюнхене — стартовал здесь в паре Иваном Бурчиным в двойках на тысяче метрах и завоевал бронзовую олимпийскую медаль — в решающем заезде его обошли только экипажи из СССР и Румынии. На чемпионате мира 1973 года в Тампере в паре с Бурчиным занял 6-е место на 500 метров и 8-е место на 1000 метров, на чемпионате мира 1974 года в Мехико уже в паре с Владимиром Геновым занял 5-е место на дистанции 10000 метров. Вскоре по окончании этих соревнований принял решение завершить карьеру профессионального спортсмена, уступив место в сборной молодым болгарским гребцам.
Его старший брат Александр Дамянов тоже был известным гребцом-каноистом, участник Олимпийских игр 1968 года в Мехико.